# Alvin E. Roth
Alvin Eliot "Al" Roth (Nova York-19 de desembre de 1951) és un economista estatunidenc. És catedràtic a l'escola de comerç de la Universitat Harvard i és especialista de la teoria dels jocs i l'economia experimental. Fou guardonat amb el Premi Nobel d'Economia de 2012, conjuntament amb Lloyd Shapley, per la seva teoria sobre l'assignació estable i la pràctica del disseny de mercats. És acadèmic de la Reial Acadèmia de Ciències Econòmiques i Financeres.

## Obres
- 1979. Axiomatic Models of Bargaining, Lecture Notes in Economics and Mathematical Systems Arxivat 2013-05-09 a Wayback Machine.. Springer Verlag.
- 1985. Game-Theoretic Models of Bargaining, (editor) Cambridge University Press, 1985.
- 1987. Laboratory Experimentation in Economics: Six Points of View. (editor) Cambridge University Press. (Chinese translation, 2008)
- 1988. The Shapley Value: Essays in Honor of Lloyd S. Shapley. (editor) Cambridge University Press.
- 1990. Two-Sided Matching: A Study in Game-Theoretic Modeling and Analysis. Amb Marilda Sotomayor. Cambridge University Press.
- 1995. Handbook of Experimental Economics. Publicat amb J.H. Kagel. Princeton University Press.
- 2001. Game Theory in the Tradition of Bob Wilson. Publicat amb Bengt Holmstrom i Paul Milgrom.